# Nemanja Jorgić
Nemanja Jorgić (sinh 7 tháng 5 năm 1998) là một cầu thủ bóng đá Croatia gốc Serbia thi đấu cho TSC Bačka Topola thi đấu ở vị trí thủ môn